# Càdlàg
En matemáticas, càdlàg (del francés "continue à droite, limite à gauche" 'continuo a la derecha, límite a la izquierda'), CDLI (“continuo/a a la derecha con límites izquierdos”) o cadlai ("continuo/a a (la) derecha, límite a (la) izquierda") es una denominación que se aplica tanto a funciones definidas sobre los números reales, como a otro tipo de objetos. Se refiere a una clase de objetos para los que se tiene continuidad lateral por la derecha y para los cuales se tiene simultáneamente que existen sus límites por la izquierda en todos sus puntos.
Las funciones càdlàg son importantes en el estudio de los procesos estocásticos donde se admite (o incluso se requiere) la existencia de saltos, a diferencia de lo que sucede con el movimiento browniano, que exhibe realizaciones que son trayectorias continuas. La colección de todas las funciones càdlàg sobre un dominio dado se conoce como espacio de Skorokhod.
Dos términos relacionados con càdlàg son càglàd ("continue à gauche, limite à droite") y càllàl ("continue à l'un, limite à l’autre"), para una función que es intercambiablemente càdlàg o càglàd en cada punto del dominio.

## Definición

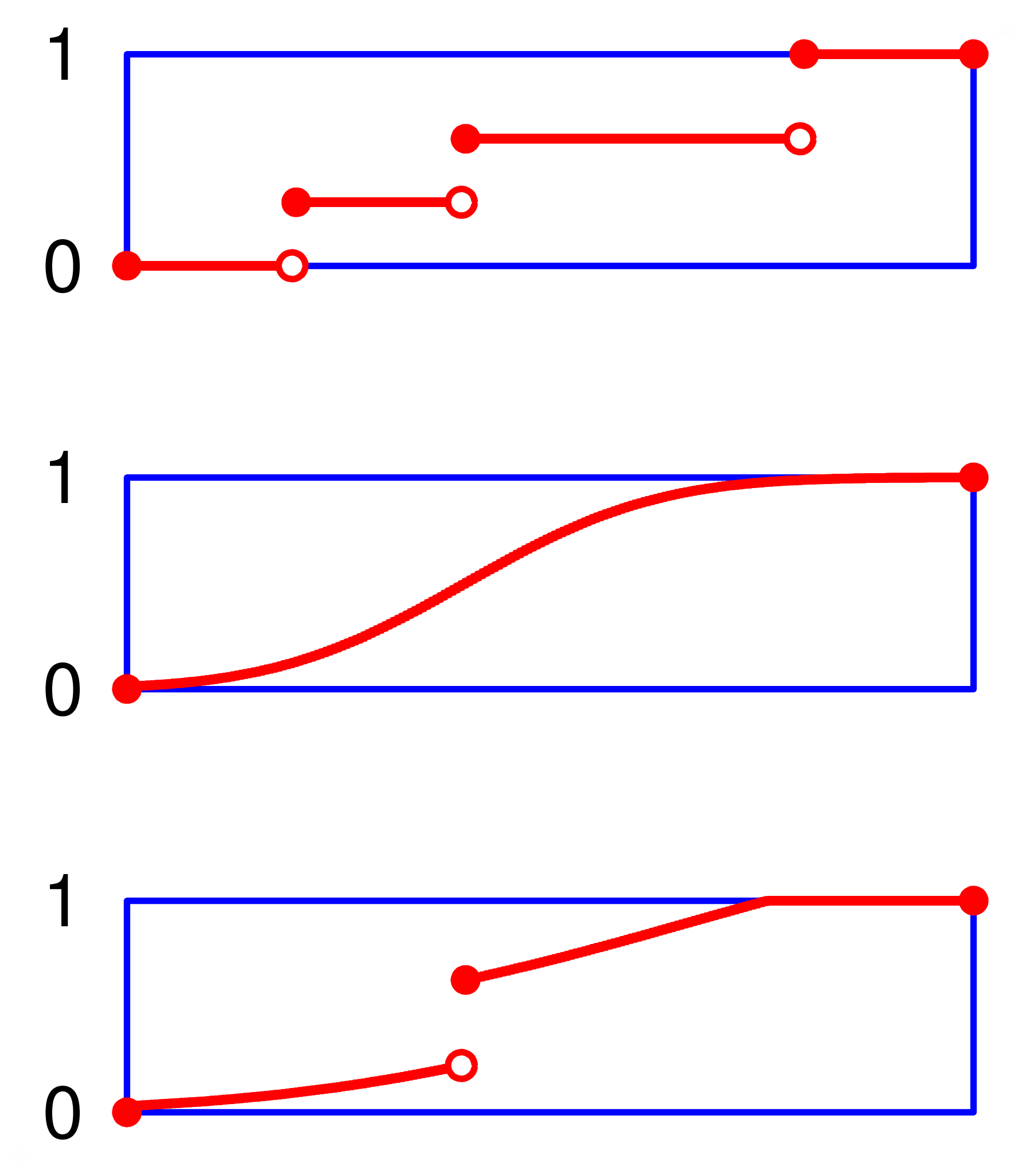
Las distribuciones acumulativas de probabilidad son ejemplos de funciones càdlàg.

Sea (M, d) un espacio métrico y sea E ⊆ R. Una función ƒ: E → M se denomina función càdlàg si para cada t ∈ E,
- el límite por la izquierda ƒ(t−) := lims↑t ƒ(s) existe; y
- el límite por la derecha ƒ(t+) := lims↓t ƒ(s) existe y es igual a ƒ(t).

Es decir, ƒ es continua por la derecha con límite por la izquierda.

## Ejemplos
- Todas las funciones continuas son funciones càdlàg.
- Como consecuencia de su definición, todas las funciones de distribución son funciones càdlàg. Por ejemplo, la probabilidad acumulada en un punto {\displaystyle r} corresponde con la probabilidad de tener un valor menor o igual que {\displaystyle r}, es decir, {\displaystyle \mathbb {P} [x\leq r]}. En otras palabras, la medida del intervalo semiabierto  de la forma {\displaystyle (-\infty ,r]}.
- La derivada por la derecha f+' de cualquier función convexa  f definida en un intervalo abierto, es una función càdlàg creciente.

## Espacio de Skorokhod
El conjunto de todas las funciones càdlàg de E a M se denota frecuentemente por  D(E; M) (o simplemente D) y se denomina espacio de Skorokhod en honor al matemático ucraniano Anatoliy Skorokhod [si M es un espacio vectorial entonces el espacio de Skorohod D(E; M) también será un espacio vectorial]. En todos los casos al espacio de Skorokhod se le puede asignar una topología más flexible que la asociada a la convergencia uniforme. Por simplicidad, se considerará en lo sucesivo E = [0, T] y M = Rn — ver Billingsley para una construcción más general.
Para caracterizar este espacio, se define primeramente un análogo del módulo de continuidad, ϖ′ƒ(δ). Para cualquier F ⊆ E, se toma:

{\displaystyle w_{f}(F):=\sup _{s,t\in F}|f(s)-f(t)|}

y para δ > 0, se define el módulo càdlàg como

{\displaystyle \varpi '_{f}(\delta ):=\inf _{\Pi }\max _{1\leq i\leq k}w_{f}([t_{i-1},t_{i})),}

donde el ínfimo se toma sobre todas las particiones Π = {0 = t0 < t1 < … < tk = T}, k ∈ N, con mini (ti − ti−1) > δ. Esta definición tiene sentido para cualquier función  non-càdlàg ƒ (al igual que el módulo de continuidad usual está bien definido para funciones discontinuas) y puede demostrarse que ƒ es càdlàg si y sólo si ϖ′ƒ(δ) → 0 como δ → 0.
Ahora sea Λ denota el conjunto de todas las funciones estrictamente crecientes, continuas y biyectivas de E en sí mismo. Se define la norma uniforme de funciones sobre E como:

{\displaystyle \|f\|:=\sup _{t\in E}|f(t)|}

que permite definir la métrica de Skorokhod σ sobre D mediante la relación:

{\displaystyle \sigma (f,g):=\inf _{\lambda \in \Lambda }\max\{\|\lambda -I\|,\|f-g\circ \lambda \|\},}

donde I: E → E es la función identidad. En términos intuitivos ||λ − I|| mide el tamaño de la "ondulación con el tiempo" y ||ƒ − g○λ|| mide el tamaño de la "ondulación en el espacio".
Puede demostrarse que la métrica de Skorohod es de hecho una métrica en el sentido usual. La topología Σ generada por σ se llama topología de Skorokhod sobre D.

## Propiedades del espacio de Skorokhod

### Generalización de la topología uniforme
El espacio C de funciones continuas sobre E es un subespacio topológico de D. La topología de Skorokhod relativizada a C  coincide con la topología uniforme.

### Completitud
Puede demostrarse que, aunque D no es un espacio completo respecto a la métrica de Skorokhod metric σ, existe una métrica topológicamente equivalente σ0 con respecto a la cual D es completa.

### Separabilidad
Con respecto a σ o σ0, D es un espacio separable. Así, el espacio de Skorokhod es un espacio polaco.

### Apretamiento en el espacio de Skorokhod
Aplicando el teorema de Arzelà-Ascoli, puede demostrarse que la sucesión (μn)n=1,2,… de mediadas de probabilidades en el espacio de Skorokhod D es apretada si y sólo si se dan las dos condiciones:

{\displaystyle \lim _{a\to \infty }\limsup _{n\to \infty }\mu _{n}{\big (}\{f\in D\;|\;\|f\|\geq a\}{\big )}=0,}

y

{\displaystyle \lim _{\delta \to 0}\limsup _{n\to \infty }\mu _{n}{\big (}\{f\in D\;|\;\varpi '_{f}(\delta )\geq \varepsilon \}{\big )}=0{\text{ for all }}\varepsilon >0.}

### Estructura algebraica y topológica
Bajo la topología de Skorokhod y la adición de funciones, D no es un grupo topológico,  como puede verse en el siguiente ejemplo:
Sea {\displaystyle E=[1,2)} un intervalo unitario y tómese {\displaystyle f_{n}=\chi _{[1-1/n,2)}\in D} como una secuencia de funciones características.
A pesar del hecho de que {\displaystyle f_{n}\rightarrow \chi _{[1,2)}} en la topología de Skorokhod, la sucesión {\displaystyle f_{n}-\chi _{[1,2)}} no converge a 0.